# Oscar Hansen (kapgænger)
Oscar Hansen var en dansk kapgænger. Han var medlem af Københavns FF (senere Københavns IF) og vandt et dansk mesterskab i kapgang, nemlig det allerførste danske mesterskab på 1 km 1896.